# Maciej Młynarczyk
Maciej Młynarczyk (ur. 28 września 1986 w Warszawie) – polski hokeista.

## Kariera klubowa
- Stoczniowiec Gdańsk (2005-2009)
- Legia Warszawa (2011-2013)
- KH Warsaw Capitals (2013-)

Pierwotnie zakończył karierę sportową po sezonie 2008/2009. Wznowił w 2011 roku i został zawodnikiem Legii Warszawa.